# خانه میرزا محمد هاشمی پور
خانه میرزا محمد هاشمی پور مربوط به دوره قاجار است و در رفسنجان، بافت قدیم شهر، نزدیک مسجد قدیمی واقع شده و این اثر در تاریخ ۱۲ تیر ۱۳۸۴ با شمارهٔ ثبت ۱۲۰۱۶ به‌عنوان یکی از آثار ملی ایران به ثبت رسیده است.